# Lenania africana
Lenania africana är en insektsart som först beskrevs av Charles Kimberlin Brain 1915.  Lenania africana ingår i släktet Lenania och familjen ullsköldlöss. Inga underarter finns listade i Catalogue of Life.